# Jacques de Bernon
Jacques Joseph François de Bernon OMI (* 13. Juli 1927 in Boulogne-sur-Mer, Département Pas-de-Calais; † 22. September 1994) war ein französischer römisch-katholischer Ordensgeistlicher und Bischof von Maroua-Mokolo.

## Leben
Jacques de Bernon trat der Ordensgemeinschaft der Oblaten der Unbefleckten Jungfrau Maria bei und empfing am 12. Juli 1952 das Sakrament der Priesterweihe. Papst Paul VI. bestellte ihn am 11. März 1968 zum ersten Apostolischen Präfekten von Maroua-Mokolo.
Am 29. Januar 1973 wurde Jacques de Bernon infolge der Erhebung der Apostolischen Präfektur Maroua-Mokolo zum Bistum erster Bischof von Maroua-Mokolo. Der Bischof von Garoua, Yves-Joseph-Marie Plumey OMI, spendete ihm am 1. Juli desselben Jahres vor der Kathedrale Sainte-Thérèse in Garoua die Bischofsweihe; Mitkonsekratoren waren der Bischof von Bamenda, Paul Verdzekov, und der Bischof von Sangmélima, Pierre-Célestin Nkou.